# Titularbistum Tucci
Tucci ist ein Titularbistum der römisch-katholischen Kirche.
Es geht zurück auf einen früheren Bischofssitz der antiken Stadt Tucci (bzw. Colonia Augusta Gemella Tuccitana) in Hispania Baetica, dem heutigen Martos in der Provinz Jaén in Spanien. Das Bistum wurde im Jahre 250 aus Gebietsabtretungen des Bistums Iliturgi errichtet und gehörte der Kirchenprovinz Sevilla an. Es wurde im Jahre 715 aufgelöst.
| Titularbischöfe von Tucci |                              |                                       |                 |                   |
| Nr.                       | Name                         | Amt                                   | von             | bis               |
| 1                         | Paul Hisao Yasuda            | Weihbischof in Osaka (Japan)          | 5. Februar 1970 | 15. November 1978 |
| 2                         | Ramon B. Villena             | Weihbischof in Tagum (Philippinen)    | 16. März 1982   | 17. August 1985   |
| 3                         | Stanisław Kędziora           | Weihbischof in Warschau-Praga (Polen) | 11. März 1987   | 25. Dezember 2017 |
| 4                         | Juan Manuel Muñoz Curiel OFM | Weihbischof in Guadalajara (Mexiko)   | 2. Februar 2018 |                   |